# Neophyllis pachyphylla
Neophyllis pachyphylla är en lavart som först beskrevs av Johannes Müller Argoviensis, och fick sitt nu gällande namn av Gotth. Schneid. Neophyllis pachyphylla ingår i släktet Neophyllis och familjen Sphaerophoraceae.   Inga underarter finns listade i Catalogue of Life.